# Bob Polak
Bob John Polak (Amsterdam, 20 januari 1947) is een Nederlandse publicist, columnist en criticus.

## Levensloop
Bob Polak is de jongste van drie kinderen van een Joodse Nederlandse vader en een lutherse Duitse moeder.
Polak studeerde politicologie aan de Universiteit van Amsterdam en was tijdens zijn studie actief voor het studentenweekblad Propria Cures. Na zijn redacteurschap (van juni 1973 tot december 1975) was hij tot begin jaren ’90 lid van het dagelijks bestuur van de Stichting Propria Cures, de uitgever van het blad. Hij stelde vijf bloemlezingen uit PC samen.
Tijdens en direct na zijn studie verrichtte Bob Polak diverse freelancewerkzaamheden. Hij schreef een column voor de Haagse Post, was medewerker van STAD Radio Amsterdam en van het universiteitsblad Folia Civitatis.
Van 1980 tot 2005 was Polak voorlichter bij de dienst Ruimtelijke Ordening Amsterdam. Daarnaast publiceerde hij boeken en was hij (van 1987 tot 1995) recensent en columnist bij Het Parool. Aanvankelijk schreef Polak voor Het Parool onder het pseudoniem Felix de Vree. Toen hij in 1988 vanwege een recensie werd ontslagen door hoofdredacteur Sytze van der Zee dreigden Theo van Gogh en Theodor Holman op te stappen bij Het Parool. Daarop werd Polak weer door Van der Zee aangenomen.
Een speciale interesse heeft Bob Polak voor de dood. Zo schreef hij van 1994 tot 2001 een kroniek over overleden schrijvers in het kwartaalblad Doodgewoon. Polak is regelmatig te vinden op begraafplaats Zorgvlied en sinds zijn verhuizing op de Algemene Begraafplaats in Bergen (Noord-Holland). Bij de presentatie van zijn overzichtsboek Hier ligt Hemelrijk, gewijd aan 'schrijvers, schilders en anderen begraven in Bergen' uitte Polak in 2013 zware kritiek op het huidige cultuurbeleid van het kunstenaarsdorp.
Van december 1991 tot september 2011 was hij samen met Dirk Baartse redacteur van een kwartaalblad over het leven en werk van Willem Frederik Hermans, eerst de WFH-verzamelkrant genaamd, sinds maart 1994 Hermans-magazine. 
Van september 2011 tot december 2019 vormde Bob Polak samen met Vic van de Reijt de redactie van het literair-cultureel-satirische kwartaalblad De God van Nederland.
Polak heeft een aantal mystificaties op zijn naam staan, zowel in de vorm van artikelen als in boekvorm. Onder de naam Max Pam schreef hij in december 1983 in Propria Cures een artikel over een vermeend oorlogsverleden van Aad Nuis, een van de belangrijkste verdedigers van Friedrich Weinreb. Onder de naam Willem Frederik Hermans publiceerde hij de mystificaties Lebensraum (1991) en Pang (1992). Hermans spande naar aanleiding hiervan een civiele procedure aan die eindigde in een schadevergoeding door Polak aan Hermans van 24.000 gulden.
Bob Polak is sinds 2018 voorzitter van het Max de Jong Genootschap dat zich richt op leven en werken van de dichter-schrijver Max de Jong (1917-1951). Sinds 2022 is Polak fondsredacteur van MatchBoox.